# Eilhard Mitscherlich
Eilhard Mitscherlich (ur. 7 stycznia 1794 w Neuende k. Jever, Oldenburg – zm. 28 sierpnia 1863 w Schadenberg, w Niemczech) – niemiecki chemik, profesor Uniwersytetu Berlińskiego, badacz m.in. związków fosforu, arsenu i selenu. W swoich badaniach krystalograficznych zmodyfikował opracowany przez W.H. Wollastona przyrząd do pomiaru kątów pomiędzy ścianami kryształów – goniometr.

## Życiorys
Studiował języki wschodnie na uniwersytetach w Heidelbergu i Berlinie. Medycynę zaczął studiować w 1817 na uniwersytecie w Getyndzie, tam zaczęło się jego zainteresowanie krystalografią. Spędził dwa lata pracując w Sztokholmie u Jönsa Berzeliusa. Po powrocie do Berlina w roku 1821, został powołany na katedrę chemii. Gdy zajmował się arsenianami i fosforami zauważył on zależność, że związki które są podobne często mają taką samą postać krystaliczną. Na podstawie tej obserwacji sformułował prawo izomorfizmu w 1819. Nie zgodne było to jednak z ortodoksyjnym poglądem Haüya. Według jego twierdzenia każda substancja ma inną postać krystaliczną. Przez to Haüya nie uznał prawa Mitscherlicha. Zostało jednak ono zaakceptowane przez Berzeliusa, który docenił je niemal od razu. W przypadku, gdy znany jest skład substancji X i wiadomo, że X ma podobną postać krystaliczną jak Y, na podstawie tej obserwacji jest możliwe przewidzenie składu substancji Y. 